# 勝野秀雄
勝野 秀雄（かつの ひでお）は幕末・明治時代の韘師、歌人、地方官、神職。旧姓は三勝、通称は文十郎、名は宗章、号は桐園。尾張藩御韘師、桂園派歌匠、民部省駅逓司官、埼玉県官、大宮氷川神社祢宜。

## 経歴

### 尾張藩
文政12年（1829年）又は天保5年（1834年）4月10日に生まれ、尾張藩御韘師勝野文十郎の長男として家業を営む傍ら、津島神社氷室長翁に桂園派和歌を学んだ。

### 駅逓司官
明治元年（1868年）7月5日会計官駅逓司筆生、9月3日駅逓司改正方となり、明治天皇の東京行幸に同行した。10月25日京都駅逓司詰、明治2年（1869年）3月4日駅逓司書記となり、5日再び東京行幸に同行した。4月10日民部官駅逓司附属、7月28日民部省駅逓司附属、8月28日駅逓少令史となり、10月中宮一条美子の東京行啓に同行した。

### 埼玉県官
明治3年（1870年）3月4日民部省を退官し、和歌の同門間島冬道浦和県知事に招かれ、4月2日浦和県史生、明治4年（1871年）8月2日准史生、10月17日十五等出仕となった。埼玉県に改組後、11月14日改めて十五等出仕となり、第一課（庶務課）において簿書・粕壁支庁詰、記録、駅逓係等を担当した。
1879年（明治12年）埼玉県官等で創刊した『麗和新誌』では和歌の部を担当し、県令白根多助、宮内省文学掛近藤芳樹を評者に迎えた。1882年（明治15年）白根が死去すると、遺族白根勝二郎の依頼で遺稿集『梅園余香』の編集に関わった。

### 氷川神社祢宜
1887年（明治20年）2月18日退官し、大宮氷川神社祢宜に就任した。1876年（明治9年）の東北・北海道巡幸では行幸堤の建碑に関わり、1878年（明治11年）8月の北陸・東海道巡幸では大宮御小休所御用掛を勤めた。
1889年（明治22年）10月1日宮司堀越弥三郎による排斥運動で旧社家出身の主典東角井福臣が免職されると、12月氏子総代等により相次いで抗議の建言書が提出され、騒動となった。建言書の中には県庁からの天下り人事を批判した条目もあり、1890年（明治23年）7月8日勝野は県に対し建言書は不当と報告したが、12月9日勝野は祢宜を退任し、後任には県庁出身でない新庄清が就任した。
退任後は専ら歌壇で活動した。1908年（明治41年）11月27日死去し、青山墓地に葬られた。

## 著書
- 『桐の落葉』 - 嘉永5年（1852年）刊[3]。
- 『桐園歌話』 - 嘉永5年（1852年）刊[3]。
- 『やたからす』 - 安政4年（1857年）刊[3]。
- 『今案折々草 桂園門下集』[3]
- 『むらからす』 - 遺稿集。1914年（大正3年）長女米子の師匠遠山稲子・遠山英一により七回忌に合わせて刊行された[3]。
- 『埼玉県布達索引 自明治四年至同十二年』

## 歌
- 「大御さきふり清めてやむら雨もけふのみゆきを空に待らむ」 - 1876年（明治9年）東北巡幸時の歌[5]。
- 「むらからすほからとなきて天の戸をあけたる空に年はきにけり」 - 『むらからす』巻頭歌。
- 「もろくちる桐のひとはにおとろきて秋とや風のふきかはるらん」

## 家族
三勝文十郎は尾張国名古屋諸町の旧家で、尾張藩御韘（たかたぬき）師を務めた。
- 父：勝野文十郎 - 尾張藩御韘師。名古屋袋町二丁目居住[3]。
- 妻：ちょう – 天保11年（1840年）1月6日生。袋町一丁目加藤平助長女[3]。
- 長女：勝野米子（よね） - 慶応3年（1867年）2月23日生。農商務省商工局長若宮正音妻。遠山稲子門下[3]。
- 長男：勝野秀麿 – 1874年（明治7年）9月11日生[3]。